# Ulrich Fick
Ulrich Fick (* 13. Dezember 1923 in Heilbronn; † 11. April 2019 in Schorndorf) war ein deutscher Theologe, Publizist, Pfarrer der Württembergischen Landeskirche, Oberkirchenrat und deren erster Rundfunkpfarrer.

## Leben
Ulrich Gotthelf Fick absolvierte neben dem Theologiestudium auch ein Volontariat beim Süddeutschen Rundfunk. Sein Vikariat verbrachte er in Stuttgart. Danach folgte eine Repetentenzeit am Evangelischen Stift in Tübingen. Ab 1956 war er, der nicht zuletzt durch seine sprachliche Präzision und Eloquenz bestach, der erste Rundfunkpfarrer der württembergischen Landeskirche. Von 1961 bis 1967 war er Programmdirektor des evangelischen Missionssenders "Radio Voice of the Gospel" des Lutherischen Weltbunds in Addis Abeba/Äthiopien. Zurück in Baden-Württemberg leitete Fick von 1967 bis 1972 das Referat für Mission, Ökumene und Öffentlichkeit im Oberkirchenrat in Stuttgart. Daneben war er Vorsitzender der Württembergischen Bibelgesellschaft, ab 1968 auch der Deutschen Bibelgesellschaft. Ab 1973 bis zu seinem Ruhestand 1988 war Fick Generalsekretär des Weltbundes der Bibelgesellschaften und lebte danach in Schorndorf.
Fick war Autor mehrerer Bücher sowie von Tonbildreihen, Filmen und Schulfunksendungen. Zudem war er Mitglied des Wissenschaftlichen Beirates der Hermann Kunst-Stiftung zur Förderung der neutestamentlichen Textforschung.

## Ehrungen
- 1979 wurde ihm von der Universität Budapest der Ehrendoktortitel verliehen, 1982 ein weiterer von der Universität Manila.
- 1986 erhielt er den Wilhelm-Sebastian-Schmerl-Preis des Evangelischen Sonntagsblatts aus Bayern. Als „Publizist des Evangeliums“ sei es Fick gelungen, weltweit von Gott zu reden, hieß es in der Begründung für die Preisverleihung.

## Veröffentlichungen
- Wort auf der Waage: Über den Umgang der Kirche mit der Sprache, Burckhardthaus-Verlag, Gelnhausen 1960.
- De bijbel in beweging: opmerkingen bij het werk van de Wereldbond van Bijbelgenootschappen, Nederlands Bijbelgenootschap, Amsterdam 1974.
- Die Kraft der Bibel im Zeitalter der Polarisierungen, Neukirchener Verlagsgesellschaft, Neukirchen-Vluyn 1977, ISBN 978-3-7887-0517-6.
- … dankbar, dass wir Gottes Wort lesen können: ein Bericht über die bisher grösste Bibelsendung nach Russland, Deutsche Bibelgesellschaft, Stuttgart 1979.
- Geschichten von unterwegs, Quell Verlag, Stuttgart 1991, ISBN 978-3-7918-2216-7.
- Überraschungen aus aller Welt, Hänssler Verlag, Neuhausen-Stuttgart 1998, ISBN 978-3-7751-3034-9.

als Mitautor
- mit Jörg Zink: Theologie studieren?: Fragen u. Antworten zum evang.-theolog. Studienweg, Furche-Verlag, Hamburg 1956.
- mit Johannes Kuhn: Gott mischt sich ein, Sonnenweg Verlag, Konstanz 1971.

als Herausgeber
- mit Günter Bezzenberger: tonbandpraxis (Mehrteiliges Werk), Kaiser-Verlag, München DNB 455089841
  - tonbandpraxis 1. Das Tonband in der Gruppe, 1960
  - tonbandpraxis 2. Kleine Tonbandtexte, 1960
  - tonbandpraxis 3. Das Tonband-Manuskript, 1961
  - tonbandpraxis 4. Ton und Bild, 1962
- Karl Friedrich Adolf Steinkopf – Reisebriefe Europa 1812, Deutsche Bibelgesellschaft, Stuttgart 1987.
- Das evangelische Württemberg: Gestalt und Geschichte der Landeskirche, Steinkopf, Stuttgart 1983, 2. Aufl. 1984, ISBN 978-3-7984-0578-3.

Manuskripte für Hörfolgen
- auf LP
  - Noah: Eine Hörfolge über 1. Mose 6,5-7,24 und Abraham: Eine Hörfolge über 1. Mose 12-22 (LP), Verlag Junge Gemeinde, Stuttgart 1960.
  - Die Wartenden: Eine Hörfolge über Matthäus 2, 1 - 12 und Bedenken gegen Bethlehem: Eine Hörfolge über Lukas 2, 1 - 20 (LP), Verlag Junge Gemeinde, Stuttgart 1960.
  - David und Goliath: Hörfolge zu 1. Samuel 17 (LP), Verlag Junge Gemeinde, Stuttgart 1963.
  - Tot- und was dann? Ein Anspiel (LP), Verlag Junge Gemeinde, Stuttgart 1963.
  - Jakob: Hörfolge zu 1. Mose 27, 1-45; 28, 10-15 und Ruth: Hörfolge über das Buch Ruth (LP), Verlag Junge Gemeinde, Stuttgart 1964.
  - Umkehr nach Si Padang: die Batak-Kirche auf Sumatra und Mao oder Christus: eine Hörfolge über Christen in China (LP), Verlag Junge Gemeinde, Stuttgart 1965.
  - Gottes Lob in vielen Stimmen: Lieder und Musik der oekumenischen Christenheit (LP, Autor der Zwischentexte), Schwinghammer, Stuttgart 1966.
  - Jona: Hörfolge zu Jona 1-4 (LP), Schwinghammer, Stuttgart 1970.
  - David und Goliath: Hörfolge zu 1. Samuel 17 (LP), Schwinghammer, Stuttgart 1970.
- auf VHS/DVD
  - Begegnung mit der Bibel: Geschichten und Gestalten des Alten und Neuen Testaments und neue Anfänge in der Christenheit (Mehrteiliges Werk in Kombination mit Videokassette), Deutsche Bibelgesellschaft, Stuttgart 1995, DNB 940672634.
  - Begegnungen mit der Bibel 1-4 (4 DVDs), Deutsche Bibelgesellschaft, Stuttgart 2005, ISBN 978-3-438-06177-5.
- auf CD
  - Abraham – Noah – Ruth (CD), Hierax Medien, 2009, ISBN 978-3-940530-88-2.
  - David und Goliath – Jona – Jeremia (CD), Hierax Medien, 2010, ISBN 978-3-940530-90-5.
  - Kain und Abel – Turmbau zu Babel – Jakob und Esau (CD), Hierax Medien, 2014, ISBN 978-3-940530-89-9.

Aufsätze
- Lutherischer Afrikasender, in: Lutherische Monatshefte 1962, S. 541.
- Die Bibel in Bewegung (Vortrag auf der Delegiertenkonferenz der Schweizerischen Bibelgesellschaft), 1973.
- Bekehren und Befreien. Pattaya und Melbourne im Vergleich, in: Evangelische Kommentare 1980, S. 469–471.
- Die unvollkommenen Helden. Jakob – der den Segen Gottes erzwingen wollte, in: Evangelischer Kirchenbote 1986, S. 548.
- Die unvollkommenen Helden. Sara – die Frau mit der Verheißung, in: Evangelischer Kirchenbote 1987, S. 11.
- Engel – Putten oder Boten? In der Vorweihnachtszeit schweben sie in vielen Schaufenstern, in: Evangelischer Kirchenbote 1988, S. 5.
- An der Zukunft orientieren. Was mit der Reformation begann, ist noch nicht zu Ende, in: Evangelischer Kirchenbote 1988, S. 6.
- Der Weg nach Maguarí. Bibelgesellschaft bringt Hilfe an den Amazonas, in: Evangelischer Kirchenbote 1991, S. 4.
- Die Bibel in der Welt von morgen, in: Das Missionarische Wort 1991, S. 207–211.
- Botschaft der Bibel – Maßstab zum Christsein. Kirchen laden ein zu einem "Jahr der Bibel 1992" - Christen suchen Antwort, in: Evangelischer Kirchenbote 1991, S. 6.
- Viele Völker – ein Buch. Die Bibel kann zu allen Menschen sprechen, in: Evangelischer Kirchenbote 1992, S. 6.
- Maria allein. Was afrikanischen Frauen an der Weihnachtsgeschichte auffällt, in: Evangelischer Kirchenbote 1992, S. 10.
- Wir Handlanger des Leidens. Jeder Verrat hat seinen Preis, in: Evangelischer Kirchenbote 1993, S. 2.
- Der Klang des Neuen. Die Vielfarbigkeit der Christenheit hat zugenommen, in: Evangelische Kommentare 1998, S. 352–355.
- Das Alter und die Alten in anderen Kulturen, in: Pfälzisches Pfarrerblatt 1999, S. 51–56.
- Wie Menschen die Zeit rechnen und wie die Bibel sie sieht, in: Pfälzisches Pfarrerblatt 2002, S. 60–68.